# Chak Bankola
Chak Bankola is een census town in het district Paschim Bardhaman van de Indiase staat West-Bengalen. Het ligt direct ten noorden van het stadje Ukhra.

## Demografie
Volgens de Indiase volkstelling van 2001 wonen er 10.318 mensen in Chak Bankola, waarvan 57% mannelijk en 43% vrouwelijk is. De plaats heeft een alfabetiseringsgraad van 55%.